# Dino Merlin
Dino Merlin, artistnamn för Edin Dervišhalidović, född 12 september 1962 i Sarajevo, är en bosnisk artist och låtskrivare. Han är en av Bosniens mest välkända artister och är populär över hela Balkan.

## Karriär

### Bandet Merlin
Edin Dervišhalidović bildade bandet Merlin år 1983. De har släppt fem album, Kokuzna vremena år 1985, Teško meni sa tobom (a još teže bez tebe) 1986, Merlin 1987, Nešto lijepo treba da se desi 1989 och Peta strana svijeta 1990.

### Solokarriär
Dervišhalidović inledde sin solokarriär som 'Dino Merlin' år 1991. Han har hittills släppt fem soloalbum, Moja bogda sna år 1993, Fotografija 1995, Sredinom 2000, Burek 2004, Ispočetka 2008 samt två livealbum, Vječna vatra år 1999 och Live Koševo 2004 år 2005.
Dino Merlin skrev Bosnien och Hercegovinas första nationalsång, Jedna si Jedina. Han har även deltagit i Eurovision Song Contest 1999 i Jerusalem tillsammans med den franska sångerskan Beatrice och låten "Putnici". Under den turné han gav sig ut på i samband med att albumet Sredinom släpptes år 2000 höll han över 200 konserter varav en framför nära 80 000 åskådare på Koševostadion i Sarajevo. Sredinom var det bäst säljande albumet i Bosnien detta år och sålde bra även i de övriga exjugoslaviska länderna.
Dino Merlins följande album, Burek, släpptes 2004 och innehöll 15 låtar, däribland singlarna "Burek", "Supermen" och "Ako Nastaviš Ovako". Albumet gästades av bland andra Željko Joksimović och Nina Badrić. Dino Merlin har samarbetat med många andra framgångsrika artister, bland andra Hari Varešanović, Osman Hadžić, Tony Cetinski och Ivana Banfić. År 2008 släpptes hans tionde album, Ispočetka. Dino Merlin ställde även upp på Eurovision Song Contest 2011 i Düsseldorf för sitt land, Bosnien och Hercegovina med låten Love in rewind, med vilken han nådde en sjätteplats.

## Diskografi

### Studioalbum (soloartist)
- 1993 – Moja bogda sna
- 1995 – Fotografija
- 2000 – Sredinom
- 2004 – Burek
- 2008 – Ispočetka
- 2014 – Hotel Nacional